# Pimelinezuur
Pimelinezuur is de triviale naam voor het dicarbonzuur heptaandizuur.
De stof bezit één CH2-groep meer in de keten tussen de twee carbonzuurgroepen dan het in de industrie veelgebruikte adipinezuur. De toepassingen van pimelinezuur zijn beperkt.